# Nihang

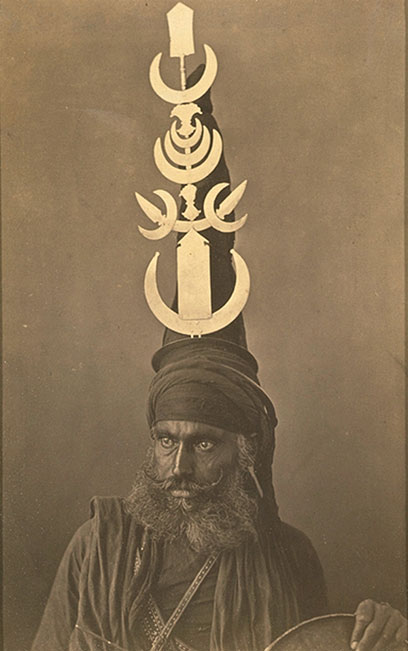
Un sikh Nihang photographié dans les années 1860.

Nihang signifie crocodile en persan. Au sein de la communauté sikhe, ce terme désigne les moines guerriers ou chevaliers, appelés aussi Akalis, terme dérivé du sanskrit Akal Purusha signifiant « l'être éternel ».

## Ce que sont les Nihang
Enveloppés dans leur longue tunique bleu-nuit, la tête recouverte d'un turban haut de forme fixé par des disques d'acier, ceinturé de chapelets et orné de broches en forme de sabres et de glaives, symbole de la religion sikhe, des milliers de guerriers se provoquent en duel dans les rues d'Anandpur Sahib, une des villes saintes de la religion sikhe, sur les contreforts himalayens, au Pendjab. Les adversaires se toisent, s'esquivent et s'élancent dans un corps à corps éperdu. Les lames sifflent, lances et boucliers s'entrechoquent violemment. Puis, épuisés, les duellistes se saluent et disparaissent au milieu des turbans bariolés. Les Nihangs obéissent aux ordres donnés par leur 10e Guru, la spiritualité et le port d'armes les plus avancés possibles. Les Nihangs singhs appliquent les ordres de leur Guru, ils négocient la paix jusqu'à ce qui n'y ait plus d'autres choix que la confrontation. 
Ils se considèrent comme les ultimes descendants du Khalsa, ordre militaire et religieux fondé en 1699 par le dixième chef spirituel sikh, Gurû Gobind Singh pour défendre son peuple contre le pouvoir moghol.
Historiquement, le terme Akali a été utilisé pour désigner les armées sikhes qui ont résisté aux Moghols à la fin du XVIIe siècle. Il a été employé à nouveau lorsque les peuples de l'Inde ont manifesté leur volonté d'être indépendants. Durant cette période agitée, Akali désignait le mouvement qui luttait pour garder le contrôle sur ses temples sikhs, les gurdwaras, avant la loi sikhe sur les gurdwaras de 1925.

## Situation contemporaine

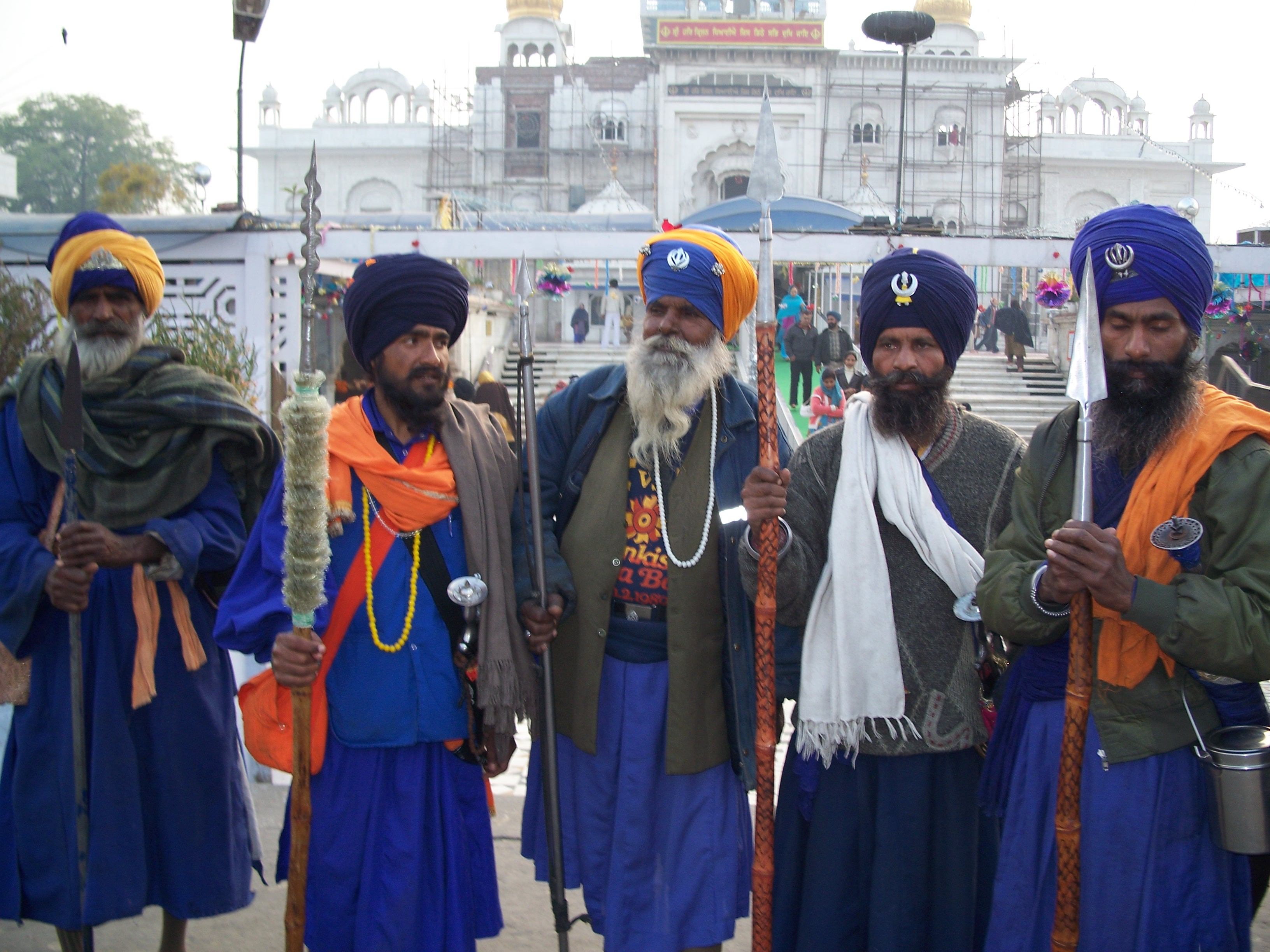
Photographie d'un groupe de 5 Nihang Singhs

Aujourd'hui encore, 10 000 Nihangs répartis en quinze communautés sillonnent le Pendjab. S'ils ont conservé les attributs martiaux de leurs prédécesseurs, leurs armes n'ont plus qu'une fonction d'apparat et leur office, jadis militaire, est aujourd'hui purement symbolique : fermiers penjabis pour la plupart, ces moines guerriers se sont donné pour mission de perpétuer la mémoire des redoutables milices de Gurû Gobind Singh.
Les Nihangs se déplacent toute l'année de fête en rassemblement religieux. Ils distribuent des habits et de la nourriture aux plus démunis, et arbitrent des conflits lorsqu'on leur demande. Ils tiennent donc un rôle de lien social entre les Sikhs, et la protection des Sikhs est d'ailleurs la principale mission qu'ils revendiquent. Chaque année, en mars, à Anandpur Sahib, la parade militaire de la Hola Mohalla est l'occasion pour les Nihangs de faire valoir leur prestige et de recruter de nouveaux guerriers parmi une foule qui peut se monter jusqu'à trois millions de fidèles venus admirer leur arsenal resté inchangé depuis trois siècles, leurs écuries de purs-sangs et leur turban qui peut atteindre jusqu'à 425 m de long et peser 35 kg.
Aujourd'hui, ces traditions se perdent dans la communauté sikhe, gagnée par l'influence de l'Occident. Mais par leur simple présence et par la transmission orale de leurs mythes, les Nihangs œuvrent à en perpétuer la mémoire.